# Lijst van spieren van de mens

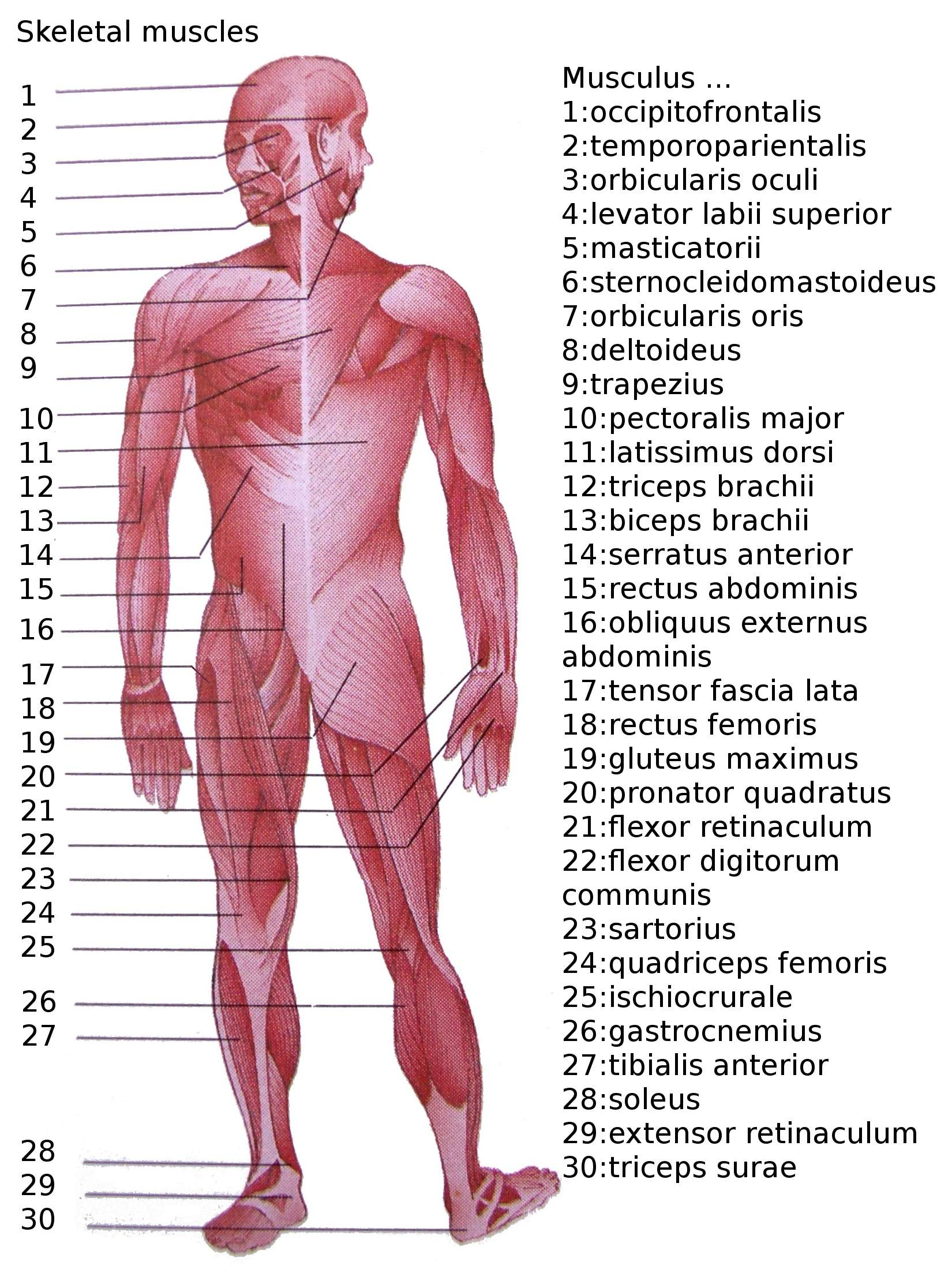
Skeletspieren bij de homo sapiens

De lijst van spieren van de mens omvat circa 640 spieren voor de gemiddelde mens. Bij niet ieder mens zijn alle gebruikelijke spieren aanwezig, en bij anderen zijn juist extra spieren aanwezig. Afhankelijk van de gebruikte bron worden 640 tot 850 spieren als dusdanig aangemerkt.

## Spieren van hethoofd

### Oppervlakkige spieren van het hoofd/Musculi capitis superficiales
- musculi epicranii(schedeldakspieren);
  - musculus occipitofrontalis (achterhoofd-voorhoofdsspier);
    - venter frontalis musculi occipitofrontalis (voorhoofdsspier);
    - venter occipitalis musculi occipitofrontalis (achterhoofdsspier);

  - musculus temporoparietalis (wandbeen-slaapbeenspier);
  - musculus procerus;
  - musculus auricularis superior (bovenste oorspier);
  - musculus auricularis anterior (voorste oorspier);
  - musculus auricularis posterior (achterste oorspier);
- musculi palpebrae (ooglidspieren);
  - musculus orbicularis oculi (oogkringspier);
  - musculus corrugator supercilii;
  - musculus nasalis (neusspier);
  - musculus depressor septi nasi;
  - musculus zygomaticus major (grote jukbeenspier);
  - musculus zygomaticus minor (kleine jukbeenspier);
  - musculus risorius (lachspier);
  - musculus levator labii superioris;
  - musculus levator labii superioris alaeque nasi;
  - musculus orbicularis oris (mondkringspier);
  - musculus levator anguli oris;
    - musculus depressor anguli oris;
    - musculus depressor labii inferioris;
    - musculus buccinator (trompetterspier of wangspier);
    - musculus mentalis (kinspier);
- musculi masticatorii (kauwspieren);
- musculi capitis profundi (diepe hoofdspieren)
  - musculus masseter (kauwspier);
  - musculus temporalis (slaapbeenspier);
  - musculus pterygoideus medialis (binnenste vleugelspier);
  - musculus pterygoideus lateralis (buitenste vleugelspier).

### Intraorbitale spieren/Musculi bulbi oculi
- musculus rectus superior (bovenste rechte oogspier);
- musculus rectus rechte oogspier);
- musculus obliquus superior (bovenste schuine oogspier);
- musculus obliquus inferior (onderste schuine oogspier);
- musculus ciliaris (accommodatiespier);
  - musculus pons ciliaris;
  - musculus muller ciliaris;
- musculus sphincter pupillae (pupilvernauwer);
- musculus dilatator pupillae (pupilverwijder);

### Spieren van het oor/Musculi auriculae
- musculus helicis major;
- musculus helicis minor;
- musculus tragicus;
- musculus antitragicus;
- musculus transversus auriculae;
- musculus obliquus auriculae;

### Spieren van de gehoorbeentjes/Musculi ossiculorum auditus
- musculus tensor tympani (trommelvliesspanner);
- musculus stapedius (stijgbeugelspier);

## Spieren vanhalsennek/Musculi colli/Musculi cervicis
- platysma (platte huidspier van de hals);
- musculus sternocleidomastoideus (borstbeen-sleutelbeen-tepelspier);

### Spieren van hettongbeen/Musculi hyoidei
- musculi suprahyoidei;
  - musculus digastricus (tweebuikige spier);
  - musculus mylohyoideus;
  - musculus stylohyoideus;
  - musculus geniohyoideus;
- musculi infrahyoidei;
  - musculus sternohyoideus;
  - musculus sternothyreoideus;
  - musculus thyreohyoideus;
  - musculus omohyoideus (schoudertop-tongbeenspier);
  - musculus levator glandulae thyreoideae;
- musculi scaleni (scheve spieren);
  - Musculus scalenus anterior (voorste scheve spier);
  - Musculus scalenus medius (middelste scheve spier);
  - Musculus scalenus posterior (achterste scheve spier);
  - Musculus scalenus minimus (kleine scheve spier);
- musculi praevertebrales;
  - musculus rectus capitis anterior;
  - musculus longus capitis;
  - musculus longus colli;

### Spieren van hetstrottenhoofd/Musculi laryngis
- musculus cricothyreoideus;
- musculus cricoarytaenoideus posterior;
- musculus arytaenoideus;
- musculus cricoarytaenoideus lateralis;
- musculus aryepiglotticus;
- musculus thyreoarytaenoideus;
  - musculus vocalis (stemspier);
  - musculus ventricularis;
- musculus thyreoarytaenoideus obliquus;

## Spieren van hetspijsverteringsstelsel
- musculi linguae (tongspieren);
  - musculi exteriores linguae;
    - musculus genioglossus;
    - musculus hyoglossus;
    - musculus chondroglossus;
    - musculus styloglossus;

  - musculus longitudinalis superior linguae;
  - musculus longitudinalis inferior linguae;
  - musculus transversus linguae;
  - musculus verticalis linguae;
- musculi palati et faucium;
  - musculus levator veli palatini;
  - musculus tensor veli palatini;
  - musculus palatoglossus;
  - musculus uvulae;
  - musculus palatopharyngeus;
- musculi pharyngis;
  - musculus constrictor pharyngis superior;
  - musculus constrictor pharyngis medius;
  - musculus constrictor pharyngis inferior;
  - musculus stylopharyngeus;
  - musculus palatopharyngeus;
  - musculus salpingopharyngeus;
  - musculus bronchooesophageus;
  - musculus pleurooesophageus;
  - musculus sphincter pylori;
    - musculus sphincter ani internus;
    - musculus sphincter ani externus;
    - musculus levator ani;
- musculus cremaster

## Spieren van deromp

### Hart
- Hartspier

### Buikspieren/Musculi abdominis
- musculus rectus abdominis (rechte buikspier)
- musculus pyramidalis (piramidevormige spier)
- musculus obliquus externus abdominis (uitwendige of buitenste schuine buikspier)
- musculus obliquus internus abdominis (inwendige of binnenste schuine buikspier)
- musculus transversus abdominis (dwarse buikspier)
- musculus quadratus lumborum
- musculus sacrococcygeus ventralis
- musculus sacrococcygeus dorsalis

### Rugspieren/Musculi dorsi
Autochtone rugmusculatuur
Laterale baan, intertransversaal
- musculus erector spinae
  - musculus iliocostalis
    - musculus iliocostalis lumborum
    - musculus iliocostalis cervicis
    - musculus iliocostalis thoracis

  - musculus longissimus
    - musculus longissimus thoracis
    - musculus longissimus cervicis
    - musculus longissimus capitis

Laterale baan, spinotransversaal
- musculus splenius capitis;
- musculus splenius cervicis;

Mediale baan, recht systeem
- musculus spinalis
  - musculus spinalis thoracis;
  - musculus spinalis cervicis;
  - musculus spinalis capitis;
- musculi interspinales;
  - musculi interspinales lumborum;
  - musculi interspinales thoracis;
  - musculi interspinales cervicis;
- musculi intertransversarii;
  - musculi intertransversarii posteriores cervicis;
  - musculi intertransversarii mediales lumborum;

Mediale baan, schuin systeem
- musculus semispinalis;
  - musculus semispinalis cervicis;
  - musculus semispinalis capitis;
  - musculus semispinalis thoracis;
- musculus multifidus;
- musculi rotatores;
  - musculi rotatores lumborum;
  - musculi rotatores thoracis;
  - musculi rotatores cervicis;

Korte nekspieren
- musculus rectus capitis posterior major
- musculus rectus capitis posterior minor
- musculus obliquus capitis superior
- musculus obliquus capitis inferior

Binnengedrongen ventrolaterale spieren
- musculus rectus capitis lateralis
- musculi intertransversarii anteriores cervicis
- musculi intertransversarii laterales lumborum
- musculi levatores costarum
  - musculi levatores costarum breves
  - musculi levatores costarum longi
- musculus serratus posterior superior
- musculus serratus posterior inferior

Tussenribspieren
- musculi intercostales externi
- musculi intercostales interni
  - musculi intercartilaginei
  - musculi intimi
- musculi subcostales
- musculus transversus thoracis

## Spieren van de bovenste ledematen/Musculi membrorum superiorum

### Spieren van deschoudergordel
Spieren met aanhechting aan de humerus, dorsale groep
- musculus deltoideus (deltaspier)
- musculus supraspinatus (bovendoornspier)
- musculus infraspinatus (onderdoornspier)
- musculus teres minor (kleine ronde armspier)
- musculus teres major (grote ronde armspier)
- musculus latissimus dorsi (brede rugspier)
- musculus subscapularis (onderschouderbladspier)

Spieren met aanhechting aan de humerus, ventrale groep
- musculus coracobrachialis (ravenbek-armspier)
- musculus pectoralis major (grote borstspier)
- musculus pectoralis minor (kleine borstspier)

Binnengedrongen rompspieren met aanhechting aan de schoudergordel, dorsale groep
- musculus rhomboideus minor (kleine ruitvormige spier)
- musculus rhomboideus major (grote ruitvormige spier)
- musculus levator scapulae (schouderbladheffer)
- musculus serratus anterior (voorste getande spier)

Binnengedrongen rompspieren met aanhechting aan de schoudergordel, ventrale groep
- musculus subclavius (ondersleutelbeenspier)
- musculus omohyoideus (schoudertop-tongbeenspier)

Hoofdspieren met aanhechting aan de schoudergordel
- musculus trapezius (monnikskapspier)
- musculus sternocleidomastoideus (borstbeen-sleutelbeen-tepelspier)

### Bovenarmspieren
- musculus biceps brachii (tweehoofdige armbuigspier)
- musculus brachialis (bovenarmspier)
- musculus triceps brachii (driehoofdige armstrekker)
- musculus anconaeus (elleboogspier)
- musculus coracobrachialis (ravenbekopperarmspier)

### Onderarmspieren
Ventrale onderarmspieren, oppervlakkige laag
- musculus pronator teres
- musculus flexor carpi radialis
- musculus palmaris longus
- musculus flexor carpi ulnaris
- musculus flexor digitorum superficialis

Ventrale onderarmspieren, diepe laag
- musculus flexor digitorum profundus
- musculus flexor pollicis longus
- musculus pronator quadratus

Radiale onderarmspieren
- musculus brachioradialis (opperarm-spaakbeenspier)
- musculus extensor carpi radialis longus (lange strekker van de handwortel naar de spaakbeenzijde)
- musculus extensor carpi radialis brevis (korte strekker van de handwortel naar de spaakbeenzijde)

Dorsale onderarmspieren, oppervlakkige laag
- musculus extensor digitorum
- musculus extensor digiti minimi
- musculus extensor carpi ulnaris

Dorsale onderarmspieren, diepe laag
- musculus supinator
- musculus extensor indicis
- musculus extensor pollicis longus
- musculus extensor pollicis brevis
- musculus abductor pollicis longus

### Spieren van dehand
- musculus palmaris brevis
- musculus palmaris longus
- musculus abductor digiti minimi
- musculus flexor digiti minimi brevis
- musculus opponens digiti minimi
- musculi lumbricales manus
- musculi interossei dorsales manus
- musculi interossei palmares
- musculus adductor pollicis
- musculus abductor pollicis brevis
- musculus flexor pollicis brevis
- musculus opponens pollicis

## Beenspieren

### Dijbeenvoorzijde
- musculus quadriceps femoris (vierhoofdige dijbeenspier)
  - musculus vastus lateralis (zijdelingse brede spier)
  - musculus vastus medialis (binnenste brede spier)
  - musculus vastus intermedius (middelste brede spier)
  - musculus rectus femoris (rechte dijbeenspier)
- musculus sartorius (kleermakersspier)
- musculus adductor longus (lange aanvoerder van het dijbeen)
- musculus adductor brevis (korte aanvoerder van het dijbeen)
- musculus adductor magnus (grote aanvoerder van het dijbeen)
- musculus gracilis (slanke spier)
- musculus pectineus (schaambeenkamspier)

### Dijbeen achterzijde
Hamstrings
- musculus biceps femoris (tweehoofdige dijbeenspier)
- musculus semimembranosus (halfvliezige spier)
- musculus semitendinosus (halfpezige spier)
- musculus glutaeus maximus (grote bilspier)
- musculus glutaeus medius (middelste bilspier)
- musculus glutaeus minimus (kleine bilspier)
- musculus tensor fasciae latae (peesblad van het bovenbeen)

### Onderbeenspieren
Strekgroep
- musculus tibialis anterior
- musculus extensor digitorum longus
- musculus extensor hallucis longus

Peroneusgroep
- musculus peronaeus longus (musculus fibularis longus)
- musculus peronaeus brevis (musculus fibularis brevis)

Achterste spieren, oppervlakkige laag
- musculus gastrocnemius (kuitspier)
- musculus plantaris (voetzoolspier)
- musculus soleus (scholspier)

Achterste spieren, diepe laag
- musculus popliteus
- musculus tibialis posterior
- musculus flexor digitorum longus
- musculus flexor hallucis longus

Korte spieren van de voet:
- Musculus extensor digitorum brevis
- Musculus extensor hallucis brevis
- Musculus abductor hallucis
- Musculus abductor digiti minimi pedis
- Musculus flexor hallucis brevis
- Musculus adductor hallucis
- Musculus opponens digiti minimi
- Musculus flexor digiti minimi
- Musculi lumbricales pedis
- Musculus quadratus plantae
- Musculi interossei dorsales pedis
- Musculi interossei plantares pedis
- Musculus flexor digitorum brevis